# Christoffelkruid
Christoffelkruid (Actaea spicata) of zwarte gifbes is een plant uit de ranonkelfamilie (Ranunculaceae). De soort staat op de Nederlandse- en Belgische Rode lijst van planten als zeer zeldzaam en matig in aantal afgenomen. De plant komt in Nederland voor in Zuid-Limburg. Christoffelkruid komt voor in hellingbossen op vochtige, kalkrijke grond. Het aantal chromosomen is 2n = 16 (soms 18, 26, of 30).
De plant wordt 30–60 cm hoog en heeft drietallige bladeren en een- tot tweevoudig geveerde blaadjes. De stengel is vertakt. Christoffelkruid bloeit van mei tot juni met kleine, witte bloemen in eivormige trossen. De bloemen hebben vier tot tien kroonbladachtige honingblaadjes. De 10 - 11 mm grote, giftige bessen zijn zwart.

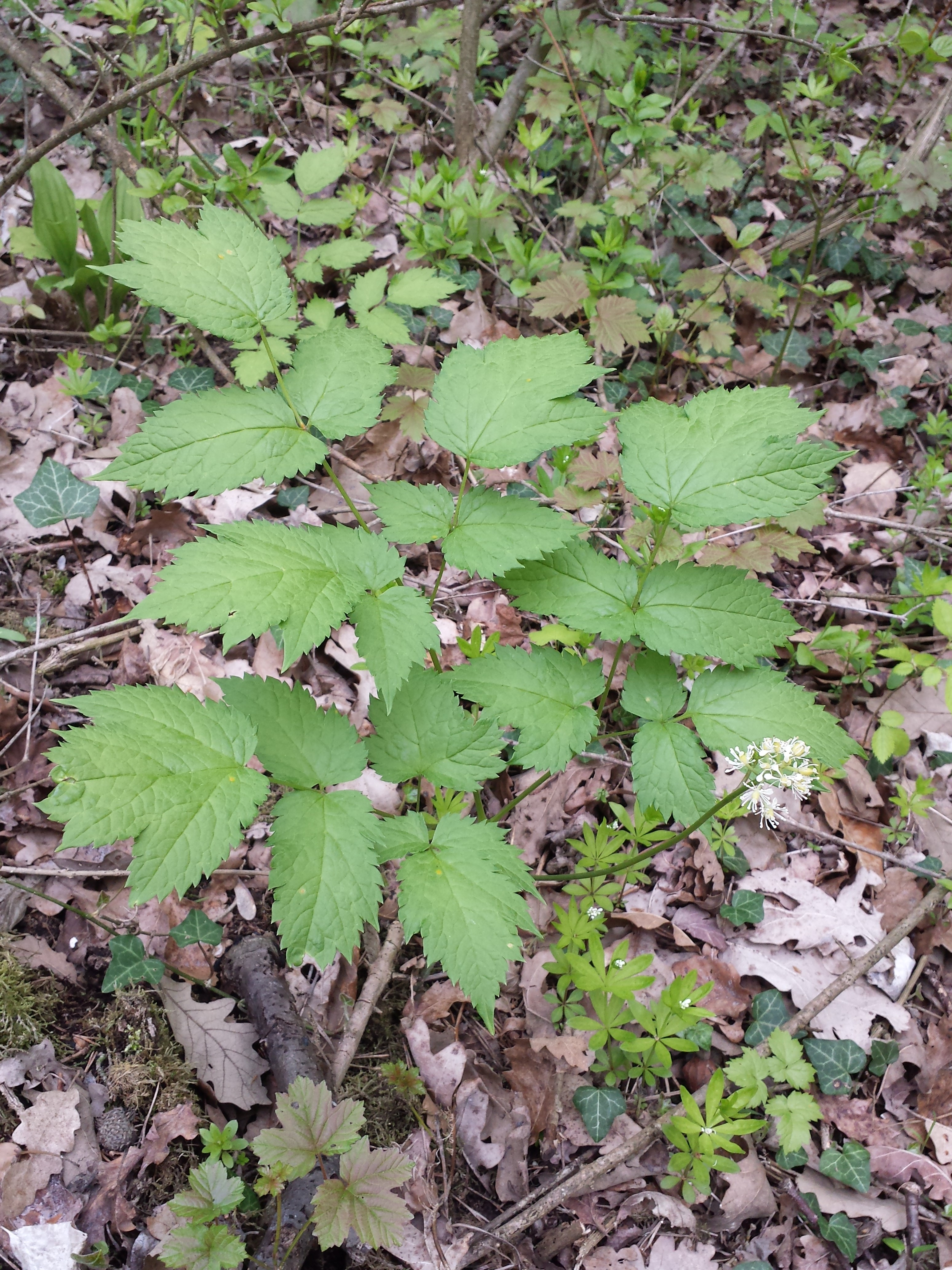
Plant
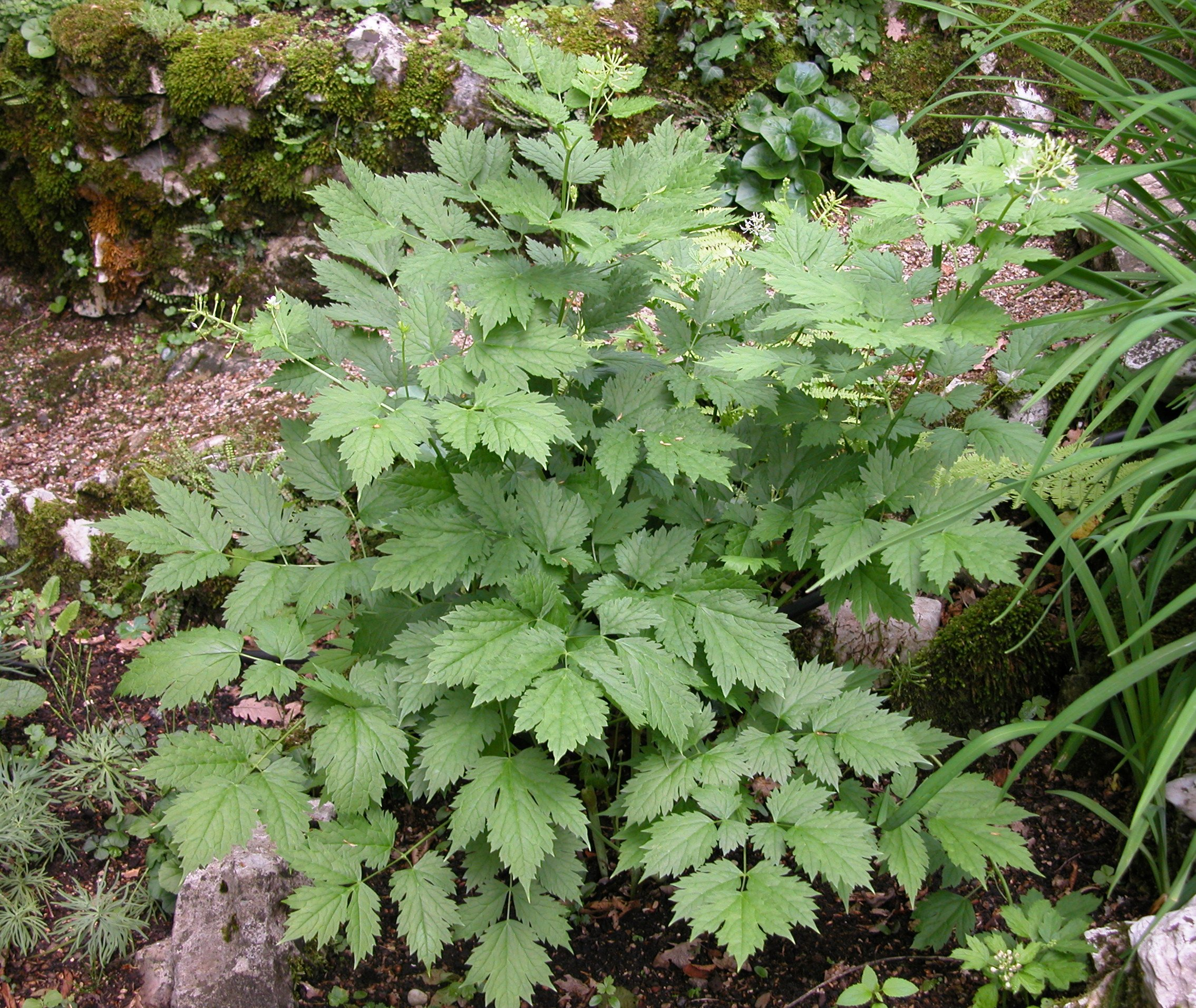
Plant
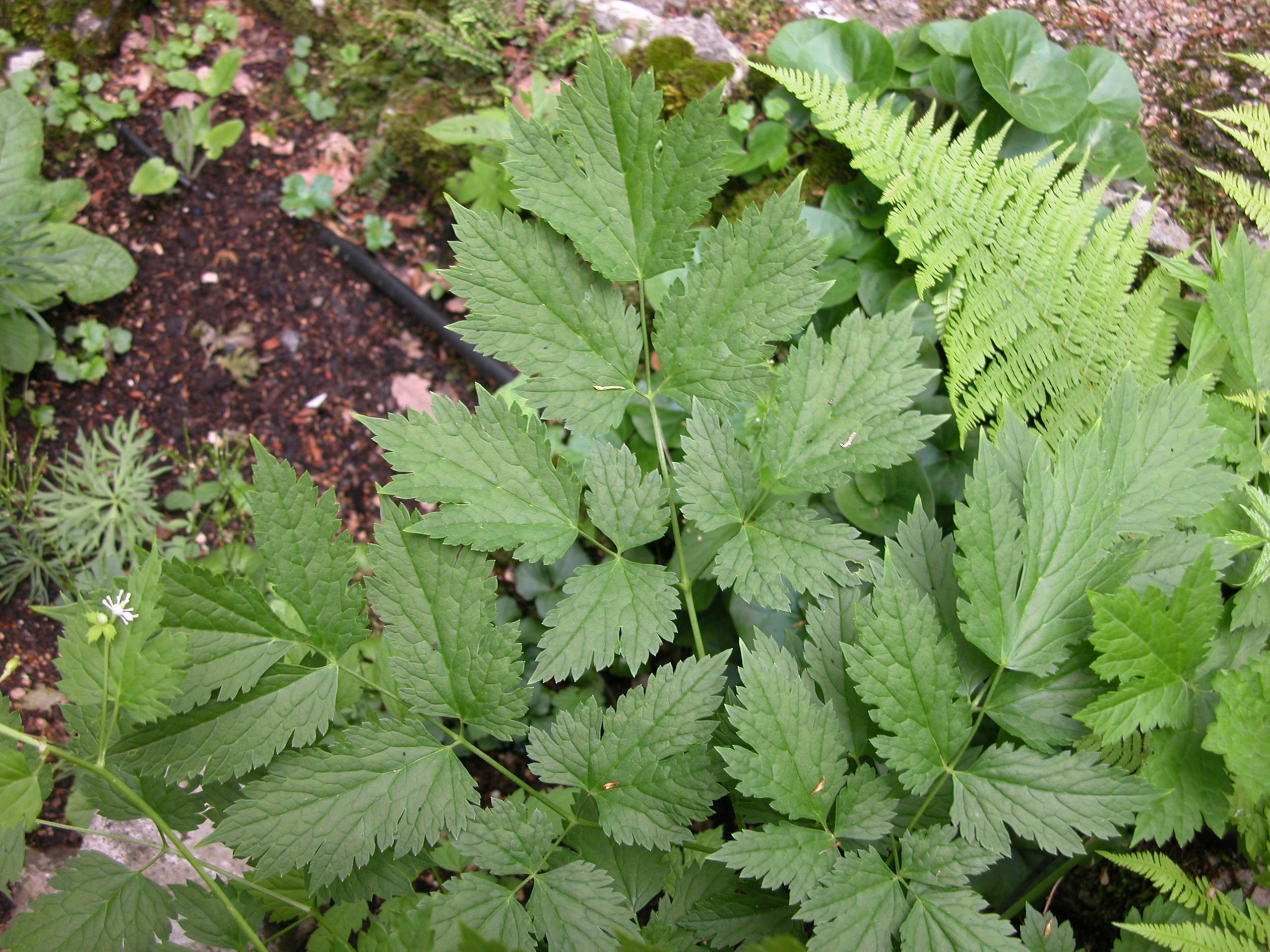
Blad
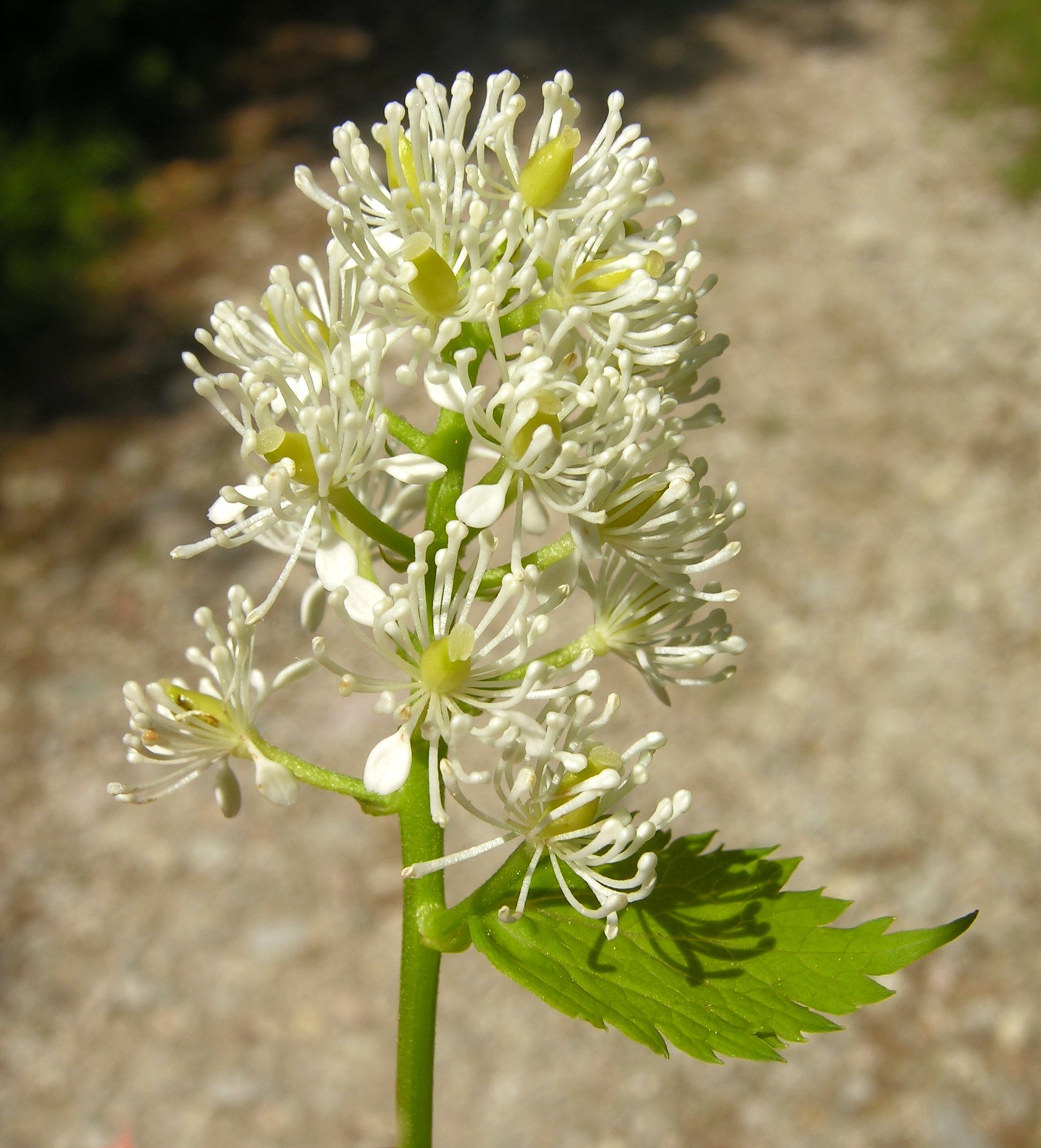
Bloeiwijze
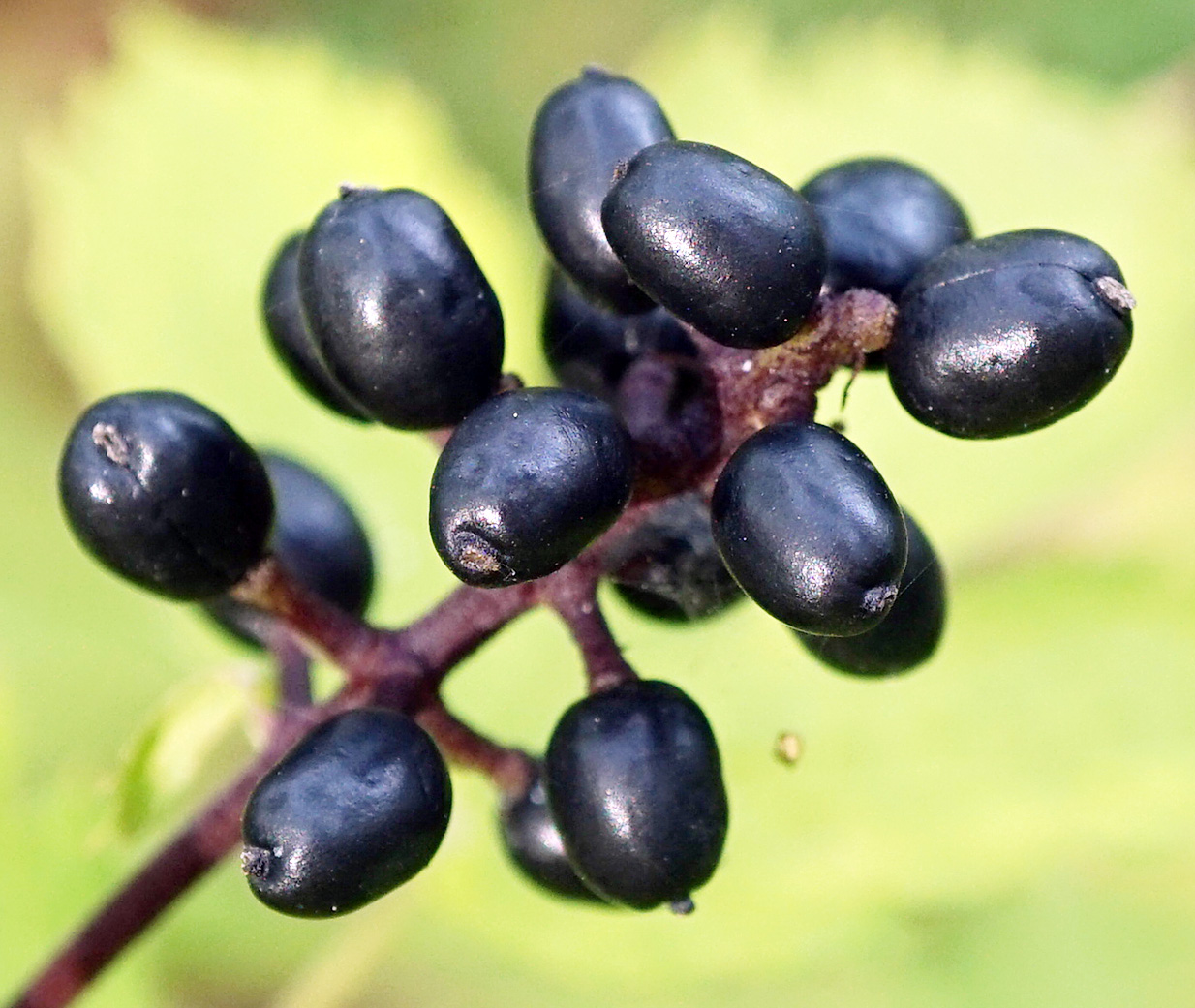
Vruchten
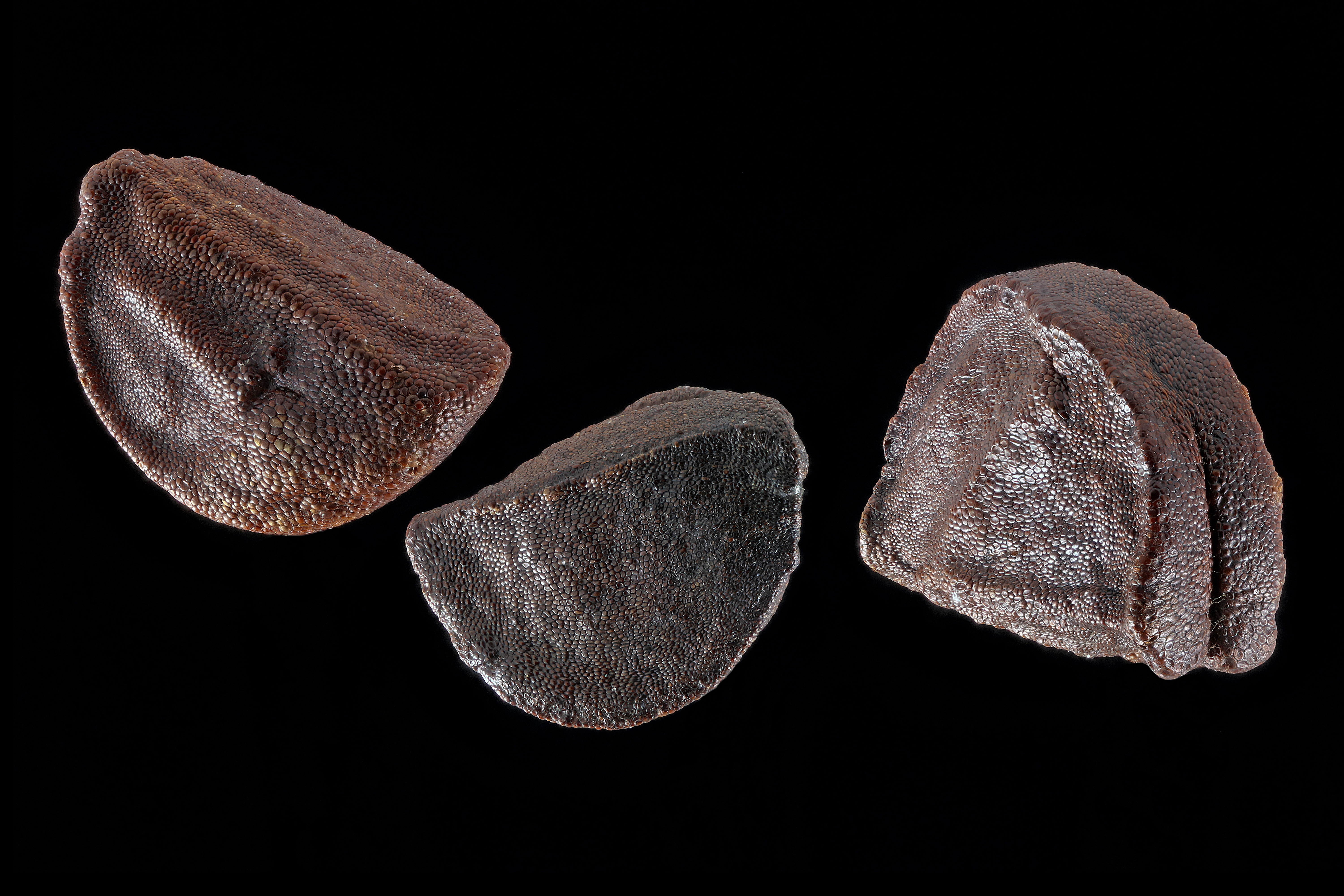
Zaden

## Plantengemeenschap
Christoffelkruid is een kensoort voor het eiken-haagbeukenbos (Stellario-Carpinetum).

## Toepassingen
Christoffelkruid wordt ook als plant voor de siertuin gebruikt. Verder is er zaad van in de handel te verkrijgen, vaak in wilde plantenmengsels.